# Montenegrinische Basketballnationalmannschaft
Die montenegrinische Basketballnationalmannschaft ist die nationale Auswahl der montenegrinischen Basketball-Spieler. Sie wird vom montenegrinischen Basketball-Verband Košarkaški Savez Crne Gore ausgewählt und vertritt Montenegro bei internationalen Turnieren.

## Geschichte
Nach der Unabhängigkeit des Landes 2006, wurde die Auswahl Mitglied der FIBA. Montenegro qualifizierte sich als Gruppensieger der Qualifikationsgruppe A für die Europameisterschaft 2011, schied dort in der Vorrunde aus und belegte Platz 21.
Bei der EM 2013 war Montenegro erneut qualifiziert und scheiterte erneut in der Vorrunde, diesmal wurde das Team 17.

## Abschneiden bei internationalen Wettbewerben

### Weltmeisterschaften
| - 2019 – 25. Platz - 2023 – 11. Platz |

### Olympische Spiele
| - 1992 bis 2020 – nicht qualifiziert |

### Europameisterschaften
| - 2011 – 21. Platz - 2013 – 17. Platz - 2015 – nicht qualifiziert - 2017 – 13. Platz - 2022 – 13. Platz |